# ビットポップ
ビットポップ（英語: Bitpop）は電子音楽の一種。チップチューンのサブジャンルであり、8ビット（または16ビット）のコンピュータやゲーム機のサウンドチップを使用して作成されるものが多い。

## 概要
サウンドチップはファミリーコンピュータ（Nintendo Entertainment System）、ゲームボーイ、Atari 8ビット・コンピュータ、Amiga、PC-8800シリーズ、コモドール64、メガドライブなどの物が使用されている。サウンドチップとエレクトリックギターやドラムなどの楽器とシンセサイザーやドラムマシン、ボーカルやサウンドエフェクトと組み合わせることで楽曲を作る。